# Mahendradatta
Mahendradatta, född med namnet Gunapriyadharmapatni 961, död 1011, var en balinesisk drottning och regent, gift med kung Udayana Warmadewa av Bali från Warmadewadynastin. Hon var mor till hjältekungen Airlangga och kungarna Marakata och Anak Wungçu. Hon antas ha varit sin makes medregent i Bali 989-1011. 

## Biografi
Mahendradatta var medlem av Isyanadynastin på östra Java och dotter till kung Sri Makutawangsawarddhana av kungariket Medang och syster till kung Dharmawangsa av Medang. Hon gifte sig med kung Udayana Warmadewa av Bali vid ungefär trettio års ålder, cirka 990, vilket var en sen giftermålsålder för en kvinna i den kulturen, och antog då namnet Mahendradatta. Bali var på den tiden en vasallstat till Medang, och det har spekulerats i huruvida hon genom sitt äktenskap också blev sin makes medregent och regerande drottning i lydstaten Bali. 
Mahendradattas äldste son Airlangga, som formellt har kallats kungens äldste son, blev trots detta inte tronföljare, och sändes av henne tillbaka till Java när han blev könsmogen, medan tronen i stället ärvdes av hans yngre bröder, Marakata och sedan Anak Wungçu. Det har därför antagits att Airlangga i själva verket var hennes son med en annan man och att hon tog honom med sig till Bali inför sitt bröllop med kungen. 
Mahendradatta ska ha infört kulten av gudinnan Durga till Bali. Vid sin död år 1011 blev hon gudaförklarad som Durga Mahisashuramardini ("Durga, Tjurdemonens dråpare"), och finns begraven i templet Pura Bukit Dharma Kutri, i byn Buruan, Blahbatu, provinsen Gianyar i Bali.

## Eftermäle
Drottning Mahendradatta är främst ihågkommen som förebilden för den mytologiska gestalten Rangda, demonernas drottning och trolldomens gudinna i Balinesisk mytologi. Mytologins Rangda beskrivs som en drottning som blev förvisad av sin make kungen, och som i sin bitterhet hämnades på kungen och hans hov genom att sammankalla alla djungelns onda andar och demoner och föröda halva kungariket med pest och sjukdomar, tills hon besegrades av en helig man. Bakgrunden till denna legend var troligen den impopularitet och fruktan som rådde för Mahendradatta på Bali, i hennes egenskap av prinsessa från en utländsk stormakt som blivit kungens medregent genom äktenskap och som dessutom engagerade sig i Durgakulten som associerades med svart magi och offer.